# Museum De Kelder
Het Museum "De Kelder" is een streekmuseum dat zich bevindt in de kelder van het gemeentehuis aan de Markt te Tessenderlo.
In een aantal vitrinekasten worden hier voorwerpen uitgestald die betrekking hebben op de geschiedenis van Tessenderlo. De oudste archeologische voorwerpen dateren van omstreeks 80.000 v.Chr. Ook vaatwerk uit de Middeleeuwen, glaswerk, herinneringen uit de Tweede Wereldoorlog en de ontploffingsramp van 1942 behoren tot de verzameling.